# Андронік I Гід
Андронік I Гід (д/н — 1235) — 2-й володар Трапезундської імперії в 1222—1235 роках.

## Життєпис
Походив зі знатного роду Гідів. За деякими припущеннями, Гіди вели свій родовід від Гвідо, сина норманського герцога Роберта Гвіскара. Про батьків Андроніка Гіда нічого невідомо. Ймовірно, виявив себе здібним військовиком і адміністратором під час становлення Трапезундської імперії під орудою імператора Олексія I. Згодом оженився з його донькою. В останні роки правління імператора Андронік набув значного впливу (причини цього достеменно невідомі).
1222 року після смерті Олексія I зумів стати імператором. Втім можливо старший син померлого і швагра Гіда — Іоанн міг отримати статус молодшого імператора (за візантійською практикою). Проте фактична влада належала Андроніку I. Він з самого початку стикнувся з загрозами з боку Румського султанату, який, продовжуючи політику 1210-х років, намагався повністю підкорити Трапезундську імперію.
1223 (за іншими відомостями 1222) року судна, що перевозило щорічну данину (фактично подарунки) з Мангупу до Трапезунду і низку чиновників було віднесено бурею в гавань Синопа. В порушення договору між сельджуками і Трапезундом 1220 року Хетум, намісник Синопу, захопив вантаж, пасажирів і екіпаж, а також послав флот, щоб розграбувати південний Крим. У відповідь Андронік I зібрав флот і виступив проти Синопа. Його люди атакували місто і захопили екіпажі кораблів, що стояли в гавані. Вони звільнили кримських бранців і забрали захоплені сельджуками коштовності. У відповідь султан Кей-Кубад I виступив проти імперії. Невдовзі почалася облога Трапезунду. Завдяки правильно організованій обороні Андронік I завдав поразки сельджукам і захопив самого султана у полон. Останній погодився визнати Трапезундською імперію незалежною. Втім імператор не став вимагати від Кей-Кубада I повернення Синопу (як це було зроблено сельджуками 1214 року з Олексієм I). Султан, за повідомленнями, був так вражений помірними умовами мирної угоди, що в подальшому щорічно відправляв арабських коней в подарунок імператору і пожертвував гроші монастирю Св. Євгенія, який було пограбовано сельджуками.
Завдяки цьому тривалий час Трапезундська імперія не стикалася з ворогами.Завдяки впорядкованості Андроніка I вдалося розбудувати міста та відновити посередницьку торгівлю зі Сходом, Балканами, Кримом та Київською Руссю. У 1230 році до Малої Азії вдерлися війська хорезмшаха Джелал ад-Діна, з яким було укладено союз проти Румського султанату. Проте коаліція Трапезунду і хорезмшаха зазнала поразки в битві при Ахлаті того ж року. Внаслідок цього імператор Андронік I знову визнав зверхність султана.
Згодом Андронік I зберігав мирні відносини з Румським султанатом. Наприкінці його правління монголи захопили значні землі в Грузинському царстві, чим перервали зв'язок імперії з цим царством. Це ще більше погіршило становище Трапезунда.
Помер імператор 1235 року. Новим володарем став Іоанн I, син Олексія I великого Комніна.